# 古文観止
『古文観止』（こぶんかんし）は、清の呉乗権（字は子輿、号は楚材）と兄の子の呉大職（字は調侯）が作った散文選集。作成の目的は「蒙を正して養い後学に裨益する」ためだという。家塾の訓蒙読本として清以来最も流行った散文選集の1つ。